# おっぱい星人
おっぱい星人（おっぱいせいじん）とは、女性の乳房（おっぱい）に対する興味、関心が一般の人より高い人を指す俗語である。
本記事では語句としての「おっぱい星人」のほか、映画『オッパイ星人』についても記述する。嗜好・関心そのものについては胸フェティシズムを参照。

## 概要
女性のおっぱいに性的に強く惹かれる男性のことを意味し、英語ではtitsmanやboobmanという。
巨乳フェチ作家の鏡裕之は、オッパイ星人とオッパイ好きを「ポルノ作品に対して揉むや吸うなどの巨乳フェチプレイよりも挿入描写を求める男性は『オッパイ好き』、挿入描写よりも巨乳フェチプレイの描写を多く求める男性は『オッパイ星人』」とそれぞれ定義する。

## 来歴
その発祥は不明であるが、1990年代にタモリとヒロミが『ボキャブラ天国』などのテレビ番組にて、自分たちの嗜好を表現する用語として使い始めた。後にこの語が「巨乳好きの人」の意味で使われるようになったことに対しタモリは「元々は大きさに関係なく『おっぱい好きの人』の意味。言い始めた自分が言うんだから間違いない。」と語った。
『現代用語の基礎知識』1996年版では「巨乳の人」の意とされていたものが、同1997年版では「巨乳好きの人」と意味が変化している。
1997年出版の『若者ことば辞典』では「○○星人で、○○が大好きな人を表す」と、一般化した形で述べている。
2001年、読売テレビアナウンサーの野村明大は、香取慎吾が使いはじめてからよく使われるようになったとの説を唱えている。また、山田五郎が使い始めたという説も紹介している。
2002年出版の『なにわOL処世道』（そのだちえ著、講談社文庫）でも「大きいバストが好きな男性」と述べている。
2003年出版の『日本俗語大辞典』に見出し語として採録されており、「胸の大きな女性。また、そのような女性が好きな男性。後者の意味が一般的」と説明している。
なお、『とんねるずの生でダラダラいかせて!!』で、木梨憲武がかとうれいこを「おっぱい星人」と呼んだことがある（『現代用語の基礎知識』1996年版の用法）が、定着しなかった。

## 映画作品
『オッパイ星人』は、2005年4月30日公開の日本の映画作品。
宇宙の彼方に存在するオッパイ星の王女ニップル（森下）は、3人の勇者（遠藤、緋田、井口）と共に、地球の日本を訪れる。その目的は「オッパイを欲望の対象や商売の道具にする下等な民の惑星の侵略」との設定になっているが、実際にはCGに役者の顔をはめ込んだキャラクターたちが四畳半の部屋にてグダグダ話をしているだけという、ショート・コメディ映像作品である。
- 監督：鈴木浩介
- 脚本：増本庄一郎、加藤淳也、金井夏生
- 出演：遠藤憲一、森下千里、緋田康人、井口昇
- 製作：キングレコード、ハニーバニー
- 配給・販売：キングレコード
- 配給協力：スローラーナー